# Терас Парк (Охајо)
Терас Парк (енгл. Terrace Park) град је у америчкој савезној држави Охајо.

## Демографија
По попису из 2010. године број становника је 2.251, што је 22 (-1,0%) становника мање него 2000. године.
| Група             | 2000.         | 2010.         |
| Белци             | 2.232 (98,2%) | 2.209 (98,1%) |
| Афроамериканци    | 4 (0,2%)      | 2 (0,1%)      |
| Азијати           | 13 (0,6%)     | 8 (0,4%)      |
| Хиспаноамериканци | 18 (0,8%)     | 19 (0,8%)     |
| Укупно            | 2.273         | 2.251         |